# Братовешти (Валча)
Братовешти (рум. Bratovești) насеље је у Румунији у округу Валча у општини Перишани. Oпштина се налази на надморској висини од 433 m.

## Становништво
Према подацима из 2002. године у насељу је живело 356 становника, од којих су сви румунске националности.